# Sæmundar þáttr
Sæmundar þáttr es una historia corta islandesa (þáttr) cuya trama está relacionada, junto con Gísls þáttr Illugasonar, a Jóns saga helga, una de las sagas de los obispos.